# Xã La Crescent, Quận Houston, Minnesota
Xã La Crescent (tiếng Anh: La Crescent Township) là một xã thuộc quận Houston, tiểu bang Minnesota, Hoa Kỳ. Năm 2010, dân số của xã này là 1.446 người.